# Новкинська сільська рада
55°7′49″ пн. ш. 30°8′43″ сх. д. / 55.13028° пн. ш. 30.14528° сх. д.
Новкинська сільська́ ра́да (біл. Но́ўкінскі сельсавет) — адміністративно-територіальна одиниця у складі Вітебського району, Вітебської області Білорусі. Адміністративний центр сільської ради — агромістечко Новка.

## Розташування
Новкинська сільська рада розташована на півночі Білорусі, на сході Вітебської області, на південній околиці обласного та районного центру Вітебськ.
Найбільша річка, яка протікає територією сільради, із сходу на захід Західна Двіна та її ліва притока — Лучоса (90 км). Найбільші озера на території сільської ради — Городно (0,87 км²) та Добрине (0,37 км²).

## Склад сільської ради
До складу Новкинської сільської ради входить 37 населених пунктів:
| - Новка — агромістечко. - Боровська — село. - Бровщина — село. - Бутяжи — село. - Васильки — село. - Вишнева — село. - Воеводки — село. - Волосове — село. - Городнянський Мох — село. - Городняни — село. - Грядки — село. - Добрейка — село. - Добрино — село. - Забілине — село. - Зубаки — село. - Зуї — село. - Комари — село. - Кристянка — село. - Куков'ячино — село. | - Лугові — село. - Лутики — село. - Медведка — село. - Медведка — селище (зал. ст.) - Новокуков'ячино — село. - Осинівка — село. - Павлюченки — село. - Поротькове — село. - Перевіз — село. - Пушкарі — село. - Рудаки — село. - Свердлове — село. - Скребні — село. - Соснівка — село. - Старинки — село. - Ступище — село. - Хомищево — село. - Якуши — село. |

Колишні населенні пункти сільської ради:
- Бороники — село у 2011 році включене до складу Первомайського району, міста Вітебськ 
- Павловичі — село зняте з обліку